# Dovrefjell-Sunndalsfjella nationalpark

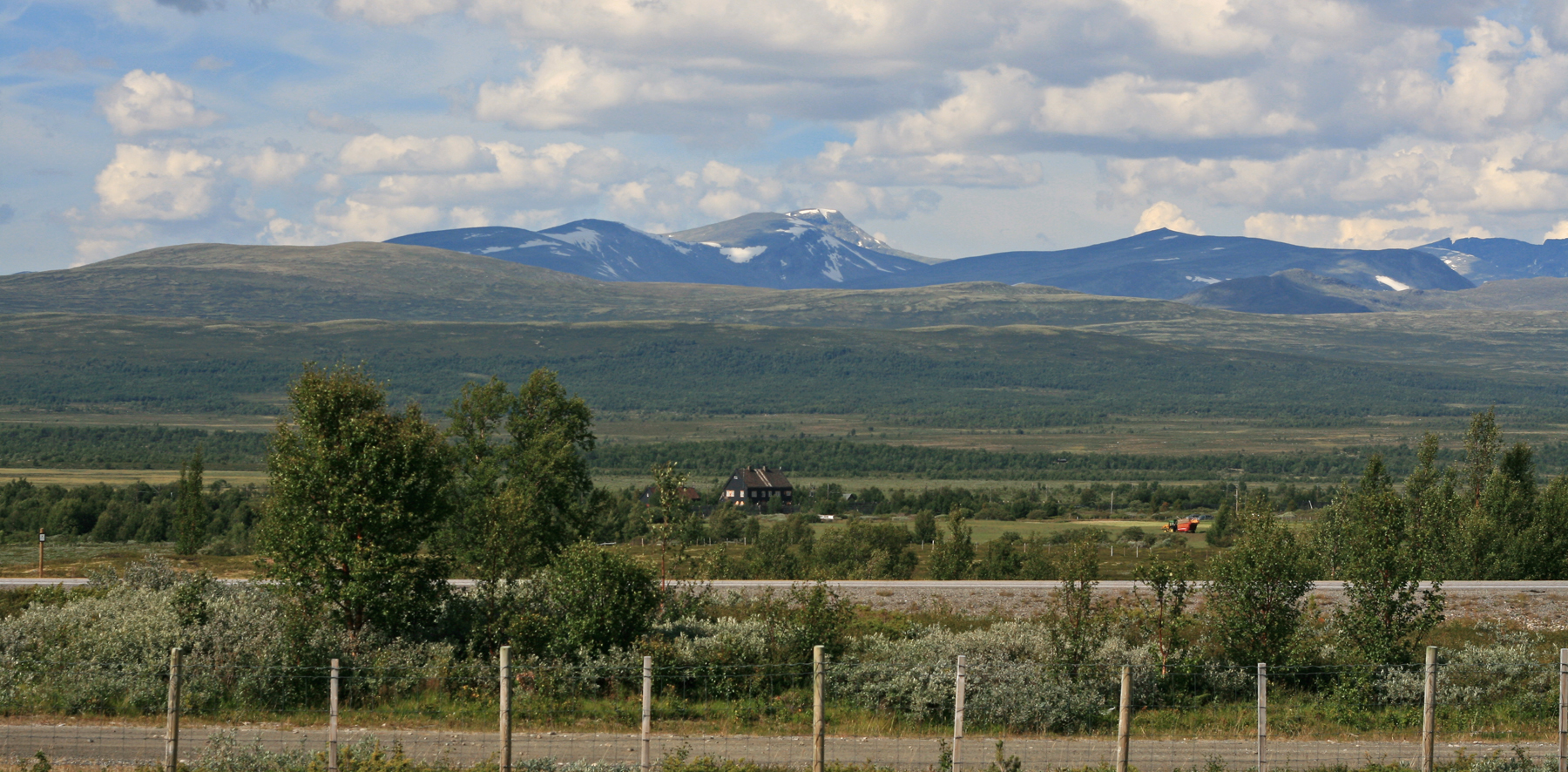
Dovrefjell.

Dovrefjell-Sunndalsfjella nationalpark är en norsk nationalpark som ligger i ett högfjällsområde på Dovrefjell och Sunndalsfjella där Trøndelag, Innlandet och Møre og Romsdal fylken möts. Parken inrättades 2002 för att skydda ett intakt högfjällsekosystem och täcker ett område på 4 367 km² i Lesja och Dovre kommuner i Innlandet fylke, Oppdals kommun i Trøndelag fylke samt Sunndals och Molde kommuner i Møre og Romsdal fylke. Den är en utvidgning av Dovrefjells nationalpark, som inrättades 1974, dessutom ingår ett separat område öster om Drivdalen i nationalparken.

## Geografi, landskap och geologi
Parken spänner över ett brett spektrum av norska fjällandskaptyper, från det branta och karga i väster till det kalkrika, frodiga med mjuka former i öster.

## Flora och fauna
Parken är kärnområde för vildren och dess centrala delar har ett bestånd av myskoxe, som planterades in under mellankrigstiden. Det finns ett fast bestånd av järv och ett visst bestånd av fjällräv och flera stora rovfåglar som kungsörn och jaktfalk.
Dovrefjell, särskilt Knutshøene, och Sunndalsfjella är kända för en rik fjällflora med många endemiska arter. Det finns även några säregna växter som överlevde istiden på nunataker, som norsk malört och olika underarter till fjällvallmo.

## Kulturminnen
Nationalparken är ett kärnområde för arkeologiska kulturminnen från förhistorisk vildrenjakt, här finns hela fångstsystem med ledstängsel, uppmurade och jordgrävda fångstgropar och skjutplatser.
Området har även flera spår som tyder på att det var den traditionella färdvägen mellan Sydnorge och Trøndelag med spår av både kungsvägar och pilgrimsleder. Båda skapade behov av fjällstugor och de första värdshusen ska ha uppförts omkring 1120 på Öystein Magnussons initiativ. Fjällstugorna Fokstugu, Hjerkinn, Kongsvold och Drivstua, som var i statens ägo ända in på 1900-talet, var ursprungligen skjutsstationer på sträckan Dovre-Oppdal. 